# Климонов Володимир Тимофійович
Володимир Тимофійович Кли́монов (нар. 5 липня 1925, Тамбов — пом. 22 вересня 1973, Київ) — український радянський живописець; член Спілки радянських художників України з 1959 року.

## Біографія
Народився 5 липня 1925 року в місті Тамбові (нині Росія). 1948 року закінчив Саратовське художнє училище, де його педагогами були Іван Щеглов, Борис Миловидов; у 1955 році закінчив Київський художній інститут, де навчався у Михайла Шаронова, Сергія Григор'єв, Костянтина Заруби, Олександра Сиротенка, Сергія Єржиковського, Михайла Іванова. Член КПРС. Працював вчителем.
Жив у Києві, в будинку на вудиці Дем'яна Коротченка, № 21, квартира № 3. Помер у Києві 22 вересня 1973 року.

## Творчість
Працював в галузі станкового живопису, у реалістичному стилі створював портрети, тематичні картини. Серед робіт:
- «Батько» (1955);
- «1919 рік» (1958);
- «Урок праці» (1960);
- «Неспокійне господарство» (1961);
- «Робітник» (1963);
- «Після уроків» (1968).

Брав участь у республіканських та всесоюзних виставках з 1958 року.